# Colistier
Lors d'un scrutin, un colistier, au féminin colistière, est une personne inscrite avec un autre candidat sur une liste en vue d'une élection. 
Il est notamment utilisé dans les pays où les candidats à la présidence se présentent avec pour colistier un candidat à la vice-présidence.

## En France
En France, le terme de colistier s'applique uniquement dans le cadre des élections municipales, départementales et régionales, et européennes, qui consistent en un scrutin de liste, majoritaire ou non.

## Aux États-Unis
Aux États-Unis, le terme colistier peut désigner celui qui seconde un candidat à l'élection présidentielle, scrutin pourtant uninominal, et qui prend à la suite de la victoire de son candidat la fonction de vice-président,.